# Trochantha
Trochantha är ett släkte av benvedsväxter. Trochantha ingår i familjen Celastraceae.
Kladogram enligt Catalogue of Life:
| Trochantha | \| \| Trochantha graciliflora \| \| \| \| \| \| Trochantha preussii \| \| \| \| |
|            | \| \| Trochantha graciliflora \| \| \| \| \| \| Trochantha preussii \| \| \| \| |
|            | Trochantha graciliflora                                                         |
|            |                                                                                 |
|            | Trochantha preussii                                                             |
|            |                                                                                 |